# L'alveare
L'alveare (La colmena) è un film del 1982 diretto da Mario Camus, tratto dall'omonimo romanzo di Camilo José Cela, vincitore dell'Orso d'oro al Festival di Berlino.